# Аско
Аско (фр. Asco) насеље је и општина у Француској у региону Корзика, у департману Горња Корзика која припада префектури Кор.
По подацима из 2011. године у општини је живело 116 становника, а густина насељености је износила 0,94 становника/km². Општина се простире на површини од 122,81 km². Налази се на средњој надморској висини од 620 метара (максималној 2.706 m, а минималној 383 m).

## Демографија
| 1962. | 1968. | 1975. | 1982. | 1990. | 1999. | 2011. |
| ----- | ----- | ----- | ----- | ----- | ----- | ----- |
| 195   | 205   | 171   | 116   | 96    | 134   | 116   |

График промене броја становника у току последњих година